# Тамбаран

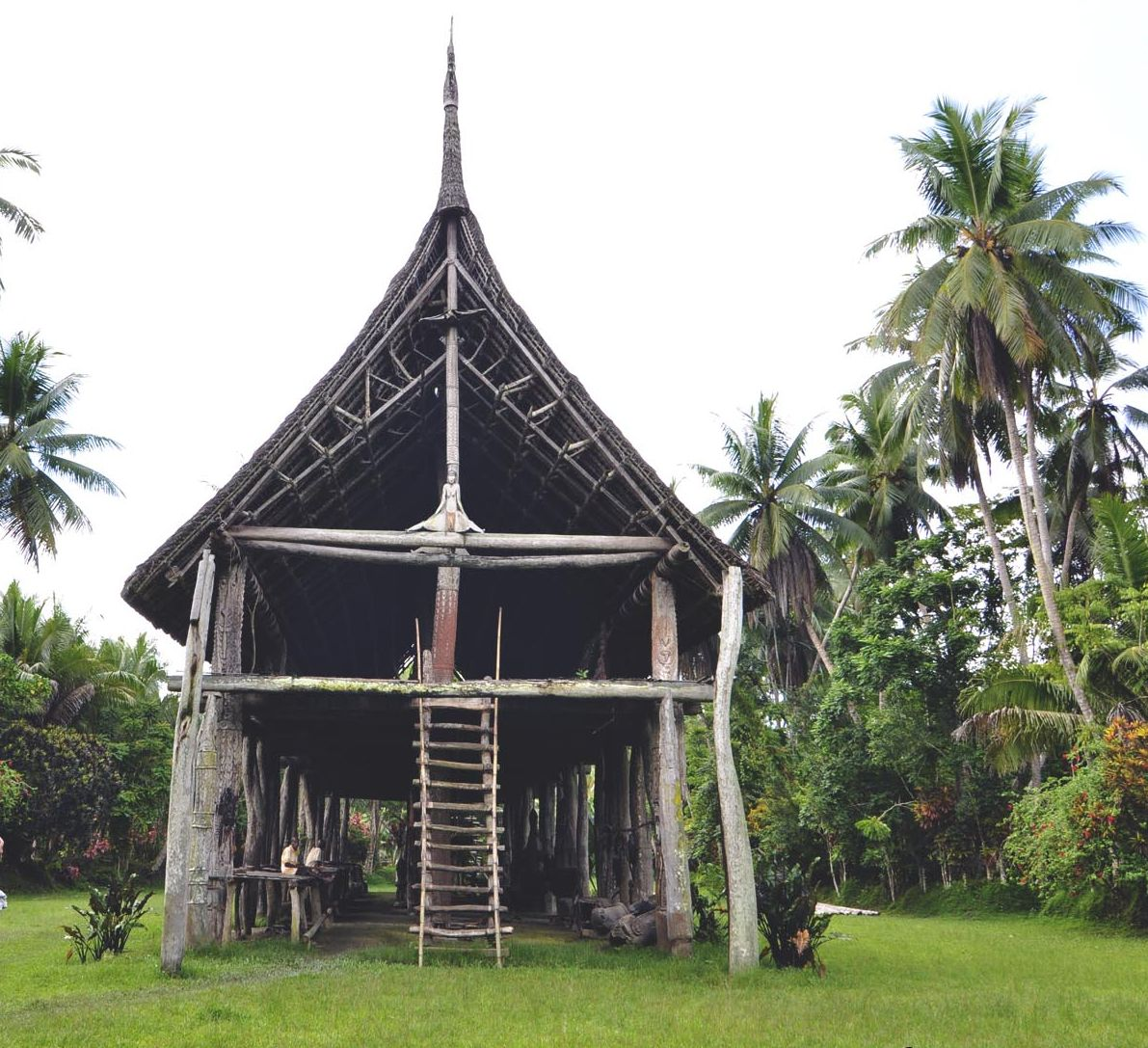
Тамбаран, Сепик

Тамбаран (ток-писин Haus Tambaran) — традиционныйобщественный культовый дом аборигенов из региона Восточный Сепик, Папуа-Новая Гвинея. Наиболее узнаваемые формы тамбарана происходят из района Маприк, где они отличаются высокой и изысканно декорированной входной стеной и гребнем, который опускается к задней части здания, а крыша следует за этим спуском и часто тянется к земле, играя роль стен. Архитектура тамбаран стала одним из узнаваемых символов папуаской культуры, она используется в туристических целях и при оформлении зданий, в том числе построенных в современном стиле.  

## Описание и значение
Жители региона Сепик славятся своими способностями к живописи и резьбе, своё мастерство они используют в создании таких общественных сооружений как тамбаран. Эти здания отличаются высокой и изысканно декорированной входной стеной и гребнем, который опускается к задней части здания, а крыша следует за этим спуском и часто тянется к земле, играя роль стен. Треугольный фасад тамбарана, достигающий 30 м высоты, украшен панно, расписанным минеральными красками (жёлтая, красная, чёрная и белая) на прогрунтованных глиной влагалищах листа саговой пальмы. Балки и столбы мужского дома представляют резные многофигурные композиции, изображающие предков. Дом играет важную роль в культе поклонения гигантскому духу, который народы Абедама и южного Арапеша называют Нгвал или Нгваальдо, который олицетворяет шумы, которые создает тамбаран. С его почитанием также связано доминирующее положение мужчин в общественной жизни аборигенов.  
Папуасская культура, использует тамбаран как дом собраний, место проведения ритуалов и посвящений (например в обрядах инициации). Он также используется в поклонении культу ямса, который является основной пищей народов региона Сепик. «Мужской дом» вообще характерен для коренного населения Папуа-Новая Гвинея. Он представляет собой большое деревянное общественное здание украшенное резьбой, предназначенное для мужчин. Так, в него не допускаются женщины и дети. Он играет большую роль в жизни деревни, вемуна (основная семейно-хозяйственная структура аборигенов). В подобном здании хранятся священные предметы: фигуры предков, музыкальные инструменты и т. д. В связи с большой ролью для мужской половины патриархального общества со стороны местного населения такие дома заслужили сравнение с парламентом, «Палатой Ассамблеи». По словам этнографа Н. А. Бутинова: «В мужском доме мужчины обсуждают, наряду с внутренними проблемами, также межобщинные дела, принимают решения, контролируют их исполнение».     

Архитектура тамбаран стала одним из узнаваемых символов папуаской культуры, она используется в туристических целях и при оформлении зданий построенных в современном стиле. Так, парадный вход современного здания Национального парламента в Порт-Морсби, столице Папуа-Новая Гвинея, был создан по образцу народной архитектуры тамбаран. Здание высшей комиссии Папуа-Новой Гвинеи в австралийской Канберре, также оформлено в стиле дома тамбаран.